# Христиченко, Николай Данилович
Никола́й Дани́лович Христиче́нко — юный снайпер Великой Отечественной войны. Уничтожил 75 вражеских солдат и офицеров.

## Биография
Коля родился 14 ноября 1929 года в городе Кременчуг Полтавской области Украинской ССР.
В сентябре 1941 года Коля приписав себе в возрасте три года, добровольно вступил в ряды Красной Армии. Метко стрелял, поэтому был зачислен в снайперы.
В боях с немецкими захватчиками был трижды ранен. Воевал на Западном, Юго-Западном, Сталинградском, 2-м Украинском и на 2-м Белорусском фронтах.
Красноармеец Н. Д. Христиченко  к концу мая 1942 года  имел на личном счету 38 уничтоженных немцев. За это он был награждён медалью «За отвагу».
К концу войны Коля Христиченко имел на своем боевом счету уже 75 уничтоженных гитлеровцев. Приказом № 530 от 16 мая 1945 года по войскам 2-го Белорусского фронта награждён орденом Красной Звезды.

## После войны
После войны Коля Христиченко переехал в город Кустанай, ныне Костанай (Казахстан).
11 марта 1985 года, к 40-летию Победы в Великой Отечественной войне 1941-1945 гг., награждён орденом Отечественной войны 2-й степени.

## Награды
- Медаль «За отвагу» (1942)
- Орден Красной Звезды (1945)[2]
- Орден Отечественной войны 2-й степени (1985)